# Le dernier tournant
Le dernier tournant és una pel·lícula de producció francesa, dirigida el 1939 per Pierre Chenal, i protagonitzada per Michel Simon, Corinne Luchaire i Fernand Gravey. Està basada en la novel·la El carter sempre truca dues vegades de James M. Cain, i va ser la primera adaptació de la mateixa i, per tant, anterior a Obsessió de Visconti, El carter sempre truca dues vegades de Garnett i El carter sempre truca dues vegades de Rafelson. Als Estats Units fou titulada The Last Turning, no existint doblatge al català.
Pierre Chenal era un director francès, però nascut a Bèlgica, connectat amb el realisme poètic, i després de llegir la novel·la de Cain en anglès, no va esperar la traducció i va voler adaptar-la. Encara que el projecte fou proposat a altres directors com Renoir i Carné, finalment fou Chanel qui el va rodar.
Pel repartiment s'havia parlat de Jean Gabin, Viviane Romance i Michel Simon, però finalment només l'últim d'ells va participar en la producció, assolint una memorable actuació com Nick, el marit víctima de l'assassinat. Els altres rols protagonistes van ser per Corinne Luchaire com l'esposa de Nick i Fernand Gravey com l'amant acabat d'arrivar.
Chenal no va fer massa canvis en la història, només adaptant-la a una localització francesa.  Però ell emfatitza més que les altres versions el paper del marit, generant més simpatia que en altres versions, encara que també el va dotar d'una ambigüetat que dona a entendre que ell participa del trio "infenal" i no només és una víctima.
La pel·lícula combina les escenes interiors nocturnes amb filmacions a l'aire lliure, anticipant-se a les altres versions també en aquest sentit. També cal destacar l'ús de moviments de càmera molt controlats i de tomes més llargues de l'habitual.